# Клюково (Пултуський повіт)
Клюково (пол. Klukowo) — село в Польщі, у гміні Сьверче Пултуського повіту Мазовецького воєводства.
Населення — 182 особи (2011).
У 1975-1998 роках село належало до Цехановського воєводства.

## Демографія
Демографічна структура станом на 31 березня 2011 року:
|          | Загалом | Допрацездатний вік | Працездатний вік | Постпрацездатний вік |
| -------- | ------- | ------------------ | ---------------- | -------------------- |
| Чоловіки | 90      | 25                 | 59               | 6                    |
| Жінки    | 92      | 23                 | 57               | 12                   |
| Разом    | 182     | 48                 | 116              | 18                   |